# Atheyna Bylon
Atheyna Bylon (født 6. april 1989) er en panamansk bokser, der konkurrerer i mellemvægtsdivisionen.
Hun repræsenterede Panama ved sommer-OL 2016 i Rio de Janeiro, hvor hun blev elimineret i første runde.
Under sommer-OL 2020 i Tokyo, som blev afholdt i 2021, blev hun elimineret i kvartfinalen.
Under sommer-OL 2024 som blev afholdt i Paris, vandt hun sølv.